# Boccus I
Boccus I (llatí: Bocchus) va ser rei de Mauritània (111 aC-80 aC).
Va arribar al tron l'any 111 aC i en el seu regnat tan aviat era amic dels romans com de Jugurta de Numídia. El 108 aC Jugurta, que era el seu gendre (estava casat amb una filla de Boccus), pressionat militarment per Quint Cecili Metel Numídic, li va demanar ajut, però Boccus tot i que li va prometre auxili, també va entrar en contacte amb Metel que li havia enviat una ambaixada; per uns mesos la guerra va quedar aturada mentre Metel negociava, i el 107 aC el romà va entregar el comandament a Mari, al que Boccus va oferir entrar a la clientela romana, mentre negociava amb Jugurta l'ajut a canvi d'un terç de Numídia.
Aquest terç va passar a Boccus però Mari el va devastar i Boccus llavors es va unir a Jugurta amb un fort exèrcit, i per dues vegades van atacar als romans però van ser derrotats en les dues batalles. Després d'això Boccus va enviar una ambaixada a Mari demanant l'enviament de dos oficials. Mari va enviar a Sul·la i Aulus Manli, que van convèncer el rei de passar decididament del costat romà. Llavors va enviar una ambaixada a Roma oferint de nou la seva aliança però els gètuls (gaetuli) van capturar els ambaixadors i va passar un cert temps fins que es van escapar i van poder arribar al campament de Sul·la que els va rebre hospitalàriament i els va enviar finalment a Roma, on la possibilitat d'una aliança no va ser ben rebuda.
Boccus es va entrevistar amb Sul·la i aquest li va aconsellar que per guanyar-se al Senat hauria d'entregar a Jugurta. Al mateix temps aquest darrer havia mig convençut al rei de trencar amb els romans i va passar un temps de dubtes fins que es va decidir per Sul·la secretament. Llavors va invitar a Jugurta a negociar i quan el rei númida va arribar, va ser empresonat a traïció i entregat a Sul·la el 106 aC (altres relats diuen que Jugurta va arribar com a fugitiu a Mauritània i que llavors Boccus el va entregar). A canvi de la seva traïció Boccus va poder entrar en l'aliança romana i va poder dedicar unes estàtues de la Victòria al Capitoli.
Va regnar com aliat romà fins potser l'any 80 aC quan el van succeir en comú els seus fills Bògud I i Boccus II.